# Psychologische Forschung
Psychologische Forschung, Zeischrift für Psychologie und ihre Grenzwissenschaften — немецкий психологический журнал, основанный в 1921 году группой учёных, основателей гештальтпсихологии (Макс Вертхаймер, Вольфганг Кёлер, Курт Коффка и Курт Гольдштейн). Журнал выходит с 1922 года. Помимо немецких психологов-гештальтистов на страницах этого издания также публиковались работы их сотрудников (напр., Курт Левин) и учеников, среди которых было немало исследователей русского происхождения (Гита Биренбаум, Тамара Дембо, Блюма Зейгарник, Нина Каулина и Мария Овсянкина), некоторые из них впоследствии вернулись в Советский Союз. Также, здесь публиковались научные работы советских исследователей, таких как Сергей Кравков, Александр Лурия и Дмитрий Узнадзе. В послевоенный период это издание после сравнительно недолгого перерыва продолжило свою работу, но с 1950-х годов оно выходит преимущественно на английском языке. В настоящее время выходит под названием «Psychological Research».